# Домінік Надь
Домінік Надь (угор. Dominik Nagy, нар. 8 травня 1995, Бой) — угорський футболіст, півзахисник клубу «Легія». Виступав, зокрема, за клуб «Ференцварош», а також національну збірну Угорщини.
Чемпіон Угорщини. Чемпіон Польщі. Володар Суперкубка Угорщини.

## Клубна кар'єра

### Початок кар'єри в Угорщині
Народився 8 травня 1995 року в місті Бой. Вихованець юнацьких команд футбольних клубів «Бой» та «Печ». У чемпіонаті Угорщини дебютував 8 травня 2012 року виступами за команду клубу «Печ», на момент дебюту Домініку було 17 років. Його команда, яка за напередодні старту сезону 2011/12 років вийшла до еліти угорського футболу, того дня грала з лідером чемпіонату Угорщини — «Дебреценом». Через два тижні зіграв у матчі проти ще одного гранда угорського футболу, «Гонведу». Першу частину наступного сезону також розпочав у «Печі», а другу його частину провів в оренді в клубі другого дивізіону «Кожармислень». Допоміг своєму новому клубові поборотися за вихід до елітного дивізіону угорського чемпіонату. Проте «Кожармислень» посів друге місце в групі «Захід» (лише перше місце дозволяло підвищитися в класі), а Надь зіграв 13 матчів та відзначився 1 голом.

### «Ференцварош»
Влітку 2013 року повернувся з оренди, а через декілька тижнів перейшов у «Ференцварош», найуспішніший клуб країни. У столиці він спочатку грав з резервну команду, яка виступала третьому дивізіоні чемпіонату Угорщини. Наприкінці сезону зіграв декілька матчів у вищому дивізіоні, також виходив на поле в матчі Кубку Ліги (півфінал проти «Діошдьйору»).
Наступного сезону Домінік почав поступово залучатися до матчів першої команди, зокрема до матчів Кубку ліги. У цьому турнірі було досить багато матчів, переможець якого грав по 13 поєдинків. В Угорщині цей турнір часто використовується для надання ігрової практики молодим футболістам. Надь зіграв 10 матчів та відзначився двома голами, в тому числі й двічі забивав у півфіналі проти «Гонведу». Проте ні в фіналі кубка ліги, ні в фіналі Кубка Угорщини не виступав (в останньому з цих турнірів відзначився 2-а голами в 3-х матчах). У чемпіонаті зіграв у 10-и матчах, у 5-и з яких вийшов у стартовому складі.

### «Легія» (Варшава)
7 січня 2017 року перейшов до варшавської «Легії». Дебютував у футболці «Легії» 22 квітня 2017 року в переможному (2:1) поєдинку 30-о туру Екстракляси проти «Краковії». 25 листопада 2018 року зіграв свій 50-й офіційний матч у футболці «Легії» (проти «Заглембє» (Любін)). Станом на 21 грудня 2018 року відіграв за команду з Варшави 39 матчів у національному чемпіонаті.

## Виступи за збірні
У складі юнацької збірної Угорщини U-19 взяв участь у юнацькому чемпіонаті (U-19) 2014 року. На цьому турнірі зіграв у трьох матчах, допоміг переграти однолітків з Ізраїлю.
У складі молодіжної збірної Угорщини U-20 взяв участь у молодіжному чемпіонаті світу 2015 року в Новій Зеландії. У чотирьох матчах на цьому турнірі угорці переграли лише однолітків з Північної Кореї. У 1/8 фіналу Угорщина поступилася Сербії в додатковий час.
У жовтні 2016 року в поєдинку кваліфікації молодіжного чемпіонату Європи проти Португалії відзначився голом. У вересні 2016 року вивів угорців з капітанською пов'язкою на товариський матч проти Ліхтенштейну. На молодіжному рівні зіграв у 7 офіційних матчах, відзначився 2 голами.
У листопаді 2016 року отримав дебютний виклик до національної збірної Угорщини на товариські матчі проти Андорри та Швеції. 15 листопада зіграв дебютний матч за головну збірну країни на стадіоні «Групама Арена» (домашній для його клубу «Ференцварош») у Будапешті проти Швеції. На 78-й хвилині Надь замінив Герге Ловренчича.
15 жовтня 2018 року в поєдинку Ліги націй проти Естонії (3:3) відзначився дебютним голом у футболці національної збірної.

## Статистика виступів

### Статистика клубних виступів
| Сезон                       | Команда                     | Чемпіонат                   | Чемпіонат | Чемпіонат | Coppa nazionale | Coppa nazionale | Coppa nazionale | Континентальні кубки | Континентальні кубки | Континентальні кубки | Інші змагання | Інші змагання | Інші змагання | Усього | Усього |
| Сезон                       | Команда                     | Ліга                        | Ігор      | Голів     | Ліга            | Ігор            | Голів           | Ліга                 | Ігор                 | Голів                | Ліга          | Ігор          | Голів         | Ігор   | Голів  |
| --------------------------- | --------------------------- | --------------------------- | --------- | --------- | --------------- | --------------- | --------------- | -------------------- | -------------------- | -------------------- | ------------- | ------------- | ------------- | ------ | ------ |
| 2011–12                     | «Печ»                       | НБІ                         | 2         | 0         | КУ+КУЛ          | -               | -               | -                    | -                    | -                    | -             | -             | -             | 2      | 0      |
| 2012-січ. 2013              | «Печ»                       | НБІ                         | 1         | 0         | КУ+КУЛ          | 1+5             | 0+0             | -                    | -                    | -                    | -             | -             | -             | 7      | 0      |
| Усього за «Печ»             | Усього за «Печ»             | Усього за «Печ»             | 3         | 0         |                 | 6               | 0               |                      | -                    | -                    |               | -             | -             | 9      | 0      |
| січ.-лип. 2013              | «Кожармислень»              | НБІІ                        | 13        | 1         | КУ+КУЛ          | -               | -               | -                    | -                    | -                    | -             | -             | -             | 13     | 1      |
| 2013–14                     | «Ференцварош»               | НБІ                         | 0         | 0         | КУ+КУЛ          | 0+1             | 0+0             | -                    | -                    | -                    |               | -             | -             | 1      | 0      |
| 2014–15                     | «Ференцварош»               | НБ I                        | 10        | 1         | КУ+КУЛ          | 2+8             | 1+3             | ЛЄ                   | 0                    | 0                    | -             | -             | -             | 20     | 5      |
| 2015–16                     | «Ференцварош»               | НБІ                         | 15        | 0         | КУ              | 4               | 1               | ЛЄ                   | 11                   | 0                    | СУ            | 1             | 0             | 31     | 1      |
| 2016-січ. 2017              | «Ференцварош»               | НБІ                         | 18        | 1         | КУ              | 1               | 0               | ЛЧ                   | 2                    | 0                    | -             | -             | -             | 21     | 1      |
| січ.-лип. 2017              | «Легія»                     | EK                          | 12        | 4         | КП              | -               | -               | ЛЧ+ЛЄ                | -+0                  | -+0                  | СК            | -             | -             | 12     | 4      |
| 2017-лют. 2018              | «Легія»                     | EK                          | 9         | 1         | КП              | 2               | 1               | ЛЧ+ЛЄ                | 3+2                  | 1+0                  | СК            | 1             | 0             | 17     | 3      |
| лют.-лип. 2018              | «Ференцварош»               | НБІ                         | 13        | 0         | КУ              | -               | -               | ЛЄ                   | -                    | -                    | -             | -             | -             | 13     | 0      |
| Усього за «Ференцварош»     | Усього за «Ференцварош»     | Усього за «Ференцварош»     | 56        | 2         |                 | 16              | 5               |                      | 13                   | 0                    |               | 1             | 0             | 86     | 7      |
| 2018–19                     | «Легія»                     | EK                          | 18        | 4         | КП              | 2               | 0               | ЛЧ+ЛЄ                | 2+2                  | 0                    | КП            | 1             | 0             | 25     | 4      |
| Усього за «Легію» (Варшава) | Усього за «Легію» (Варшава) | Усього за «Легію» (Варшава) | 39        | 9         |                 | 4               | 1               |                      | 9                    | 1                    |               | 2             | 0             | 148    | 11     |
| Усього за кар'єру           | Усього за кар'єру           | Усього за кар'єру           | 111       | 12        |                 | 26              | 6               |                      | 22                   | 1                    |               | 3             | 0             | 162    | 19     |

## Досягнення

### «Ференцварош»
- Чемпіонат Угорщини
  -  Чемпіон (1): 2015/16
- Кубок Угорщини
  -  Володар (2): 2014/15, 2015/16
- Кубок угорської ліги
  -  Володар (1): 2014/15
- Суперкубок Угорщини
  -  Володар (1): 2015

### «Легія» (Варшава)
- Екстракляса
  -  Чемпіон (2): 2016/17, 2017/18
- Кубок Польщі
  -  Володар (1): 2017/18